# Burmaprinia
Burmaprinia (Prinia cooki) är en nyligen urskild asiatisk fågel i familjen cistikolor inom ordningen tättingar.

## Utseende och läte
Burmaprinian är en oansenlig prinia med kraftig näbb och lång, kilformad stjärt. Ovansidan är ljusbrun med svaga mörkare streck. Undersidan är blek, ibland med vissa mörka teckningar på bröstsidorna. I vissa områden får hane under häckningstid mörkare ansikte och stjärten blir svart. Arten är mycket lik himalayaprinian, men överlappar knappt eller inte alls i utbredning. Burmaprinian är vidare i mindre utsträckning streckad, framför allt på bröstsidorna. Den har två olika sångtyper, en torr drill och ett upprepat tvåstavigt "tulip".

## Utbredning och systematik
Burmaprinian förekommer enbart i centrala Myanmar. Traditionellt behandlas populationen där som en del av brun prinia (P. polychroa). Numera urskiljs den dock vanligen som egen art baserat på genetiska studier och skillnader i både utseende och läte. Notera att östligare i Thailand, Laos och Kambodja som tidigare ansågs vara en del av taxonet cooki behålls i polychroa som den nybeskrivna underarten deignani.

### Familjetillhörighet
Cistikolorna behandlades tidigare som en del av den stora familjen sångare (Sylviidae). Genetiska studier har dock visat att sångarna inte är varandras närmaste släktingar. Istället är de en del av en klad som även omfattar timalior, lärkor, bulbyler, stjärtmesar och svalor. Idag delas därför Sylviidae upp i ett antal familjer, däribland Cisticolidae.

## Levnadssätt
Arten påträffas i lågland eller lägre bergstrakter. i öppen torr skog, buskiga gräsmarker och skogsbryn eller jordbrukskanter. Den uppträder tillbakadraget och kan vara svår att få syn på i den täta vegetationen.

## Status och hot
Internationella naturvårdsunionen IUCN erkänner den ännu inte som egen art, varför dess hotstatus inte bedömts. 

## Namn
Prinia kommer av Prinya, det javanesiska namnet för bandvingad prinia (Prinia familiaris). Fågelns vetenskapliga artnamn hedrar John Pemberton Cook (1865-1924), brittish teplantageägare i Indien, skogsofficer i Burma, kaffeplantageägare i Kenya, storviltsjägare och fältornitolog.